# Shatterhand
Shatterhand ou Tokkyū Shirei Soruburein  (特救指令ソルブレイン) au Japon, est un jeu d'action plates-formes en 2D à thème de science-fiction. Le jeu a été développé par Natsume et édité par Angel et Jaleco sur NES. Le jeu est sorti le 26 octobre 1991 au Japon suivi de l'Amérique du Nord et l'Europe l'année suivante. Au Japon, il s'agit d'une adaptation de la série télévisée Tokkyū Shirei Soruburein,,.

## Synopsis
En l'an 2030, le groupe de militaires Metal Command dirigés par le Général Gus Grover veut dominer le monde à l'aide d'une armée de soldats cyborg. Pour le contrer, la division LORD (Law and Order Regulatory Division) envoie Steve Hermann, un ancien policier du Bronx, qui possèdent des mains cybernétiques uniques, à la suite de leurs mutilations dans une embuscade par le Metal Command. L'ajout d'implants cybernétiques à un officier rappelle Robocop.

## Système de jeu
Le jeu est composé de 7 niveaux : une usine, une raffinerie, un sous-marin (ou une fête foraine), une station de filtration, un centre de recherche anti-gravitationnel, une ville en ruine, et le site de lancement de missile du General Grover.
Shatterhand est accompagné par 8 robots satellites qui peuvent être appelés en fonction de combinaison de lettres grecques alpha and beta récoltées le long des niveaux. Il s'agit de Yobobot, Laserbot, Swordbot, Ricobot, Grenadebot, Pyrobot, Yoyobot et Bounceobot.

## Informations supplémentaires
Il existe des différences régionales : dans la version japonaise, le héros correspond à la série télévisée éponyme, alors que les autres versions sont des titres originaux.
Le 3e niveau se déroule à bord d'un sous-marin (version JP) ou dans une fête foraine (version AN).